# John T. Essberger (Schiff)
Die John T. Essberger war ein Seenotrettungskreuzer der 44-m-Klasse der Deutschen Gesellschaft zur Rettung Schiffbrüchiger (DGzRS).

## Geschichte
Das Typschiff der 44-Meter-Klasse wurde im Jahr 1975 von der Schweers-Werft in Bardenfleth unter der Werft-Nr. 6426 gebaut. Die DGzRS-interne Bezeichnung lautete KRS 9. Das Rufzeichen war DBAI. Das Tochterboot Elsa (Baunummer 6427) hatte die interne Bezeichnung KRT 9.
Mit der John T. Essberger entstand das Typschiff der 44-m-Klasse der DGzRS; zwei bzw. drei Jahre später wurden die beiden Schwesterschiffe Hermann Ritter und Wilhelm Kaisen gebaut. Bis zum Bau der Hermann Marwede im Jahr 2003 waren die 44-Meter-Kreuzer die größten Einheiten der DGzRS.
Im Jahr 2000 wurden die John T. Essberger und die Wilhelm Kaisen auf der Fr. Lürssen-Werft über mehrere Monate hinweg generalüberholt. Unter anderem wurde die Bordtechnik erneuert, die Mannschaftsräume umgestaltet und das Bordhospital in einen Mehrzweckraum umfunktioniert. So konnte das Bordhospital bei Bedarf in zusätzliche Unterkünfte oder in einen Besprechungsraum umgewandelt werden. Außerdem wurde das Heck der Seenotkreuzer sowie der Tochterboote hauptsächlich im Bereich unter der Wasseroberfläche verbreitert. Diese Verbreiterungen führten zu einer besseren Kursstabilität bei hoher See von achtern. Mit den umfangreichen Umbaumaßnahmen wurde die Dienstzeit beider SAR-Einheiten um etwa zwölf Jahre verlängert.
Die John T. Essberger wurde am 10. Mai 2011 in Bremerhaven außer Dienst gestellt.

## Namensgebung
Das Schiff wurde am 26. April 1975 in Bardenfleth auf den Namen des Reeders und Förderers der DGzRS, John T. Essberger, getauft. Das Tochterboot erhielt den Vornamen von Essbergers Ehefrau.

## Stationierung
Die John T. Essberger war seit Juli 1975 im Bereich der Ostseeinsel Fehmarn stationiert. Neben dem regulären festen Liegeplatz im alten Marinehafen in Großenbrode bestand noch eine oft genutzte Seeposition vor Burgstaaken. Der Kreuzer wurde rund um die Insel Fehmarn sowie in den westlichen Bereichen der Ostsee bis Bornholm eingesetzt.

## Verbleib
Seit dem 29. Mai 2011 ist die John T. Essberger im Technik-Museum Speyer ausgestellt. Dazu wurde sie im Mai 2011 über den Rhein nach Speyer überführt. Bis Duisburg war der Kreuzer dabei aus eigener Kraft unterwegs, dort wurde er auf einen Ponton verladen. Vom Speyerer Naturhafen wurde das Schiff auf einem Spezialfahrzeug ins Technikmuseum gebracht.  

## Technische Ausstattung
- Funkanlagen, AIS, Echolot, ARPA-Radar, GPS, Homing, Funkpeiler, DGPS
- Selbststeueranlage
- Fremdlenzanlage
- Bordhospital
- Videoplotter, elektronisches Seekartensystem, NAVTEX, digitale Kreiselkompassanlage

## Schwesterschiffe
- Hermann Ritter
- Wilhelm Kaisen

## Fotos

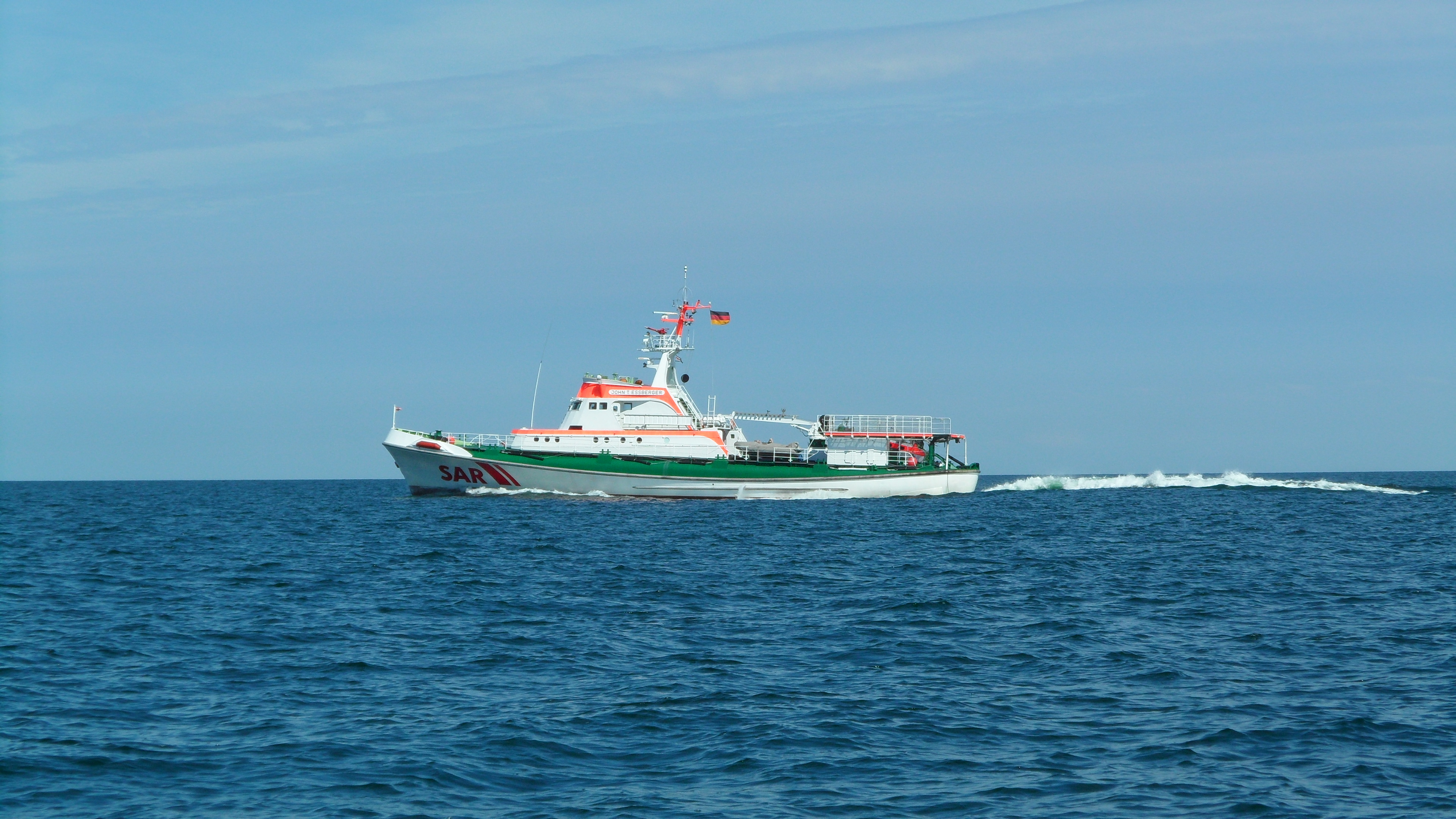
John T. Essberger in voller Fahrt
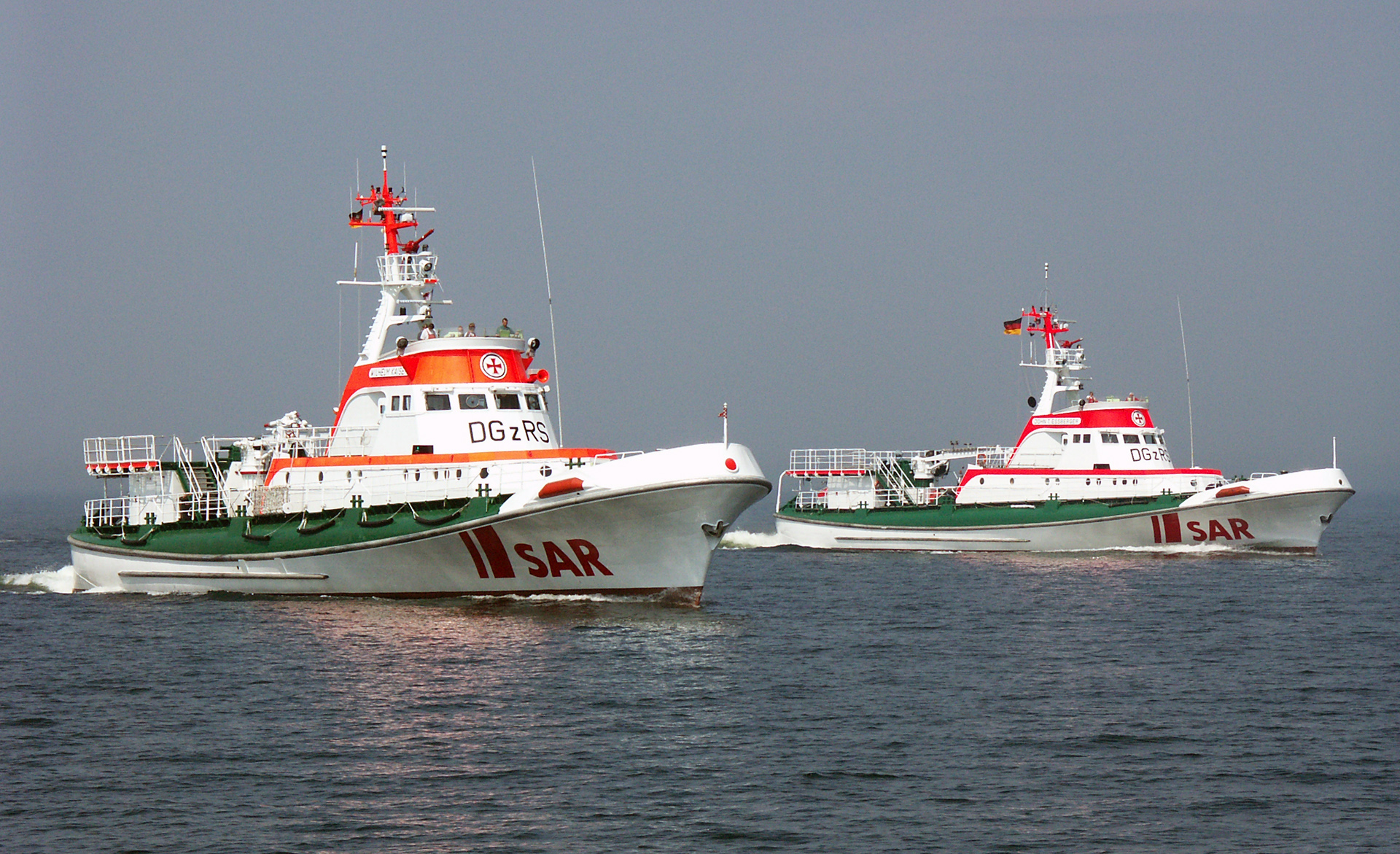
John T. Essberger zusammen mit Schwesterschiff Wilhelm Kaisen
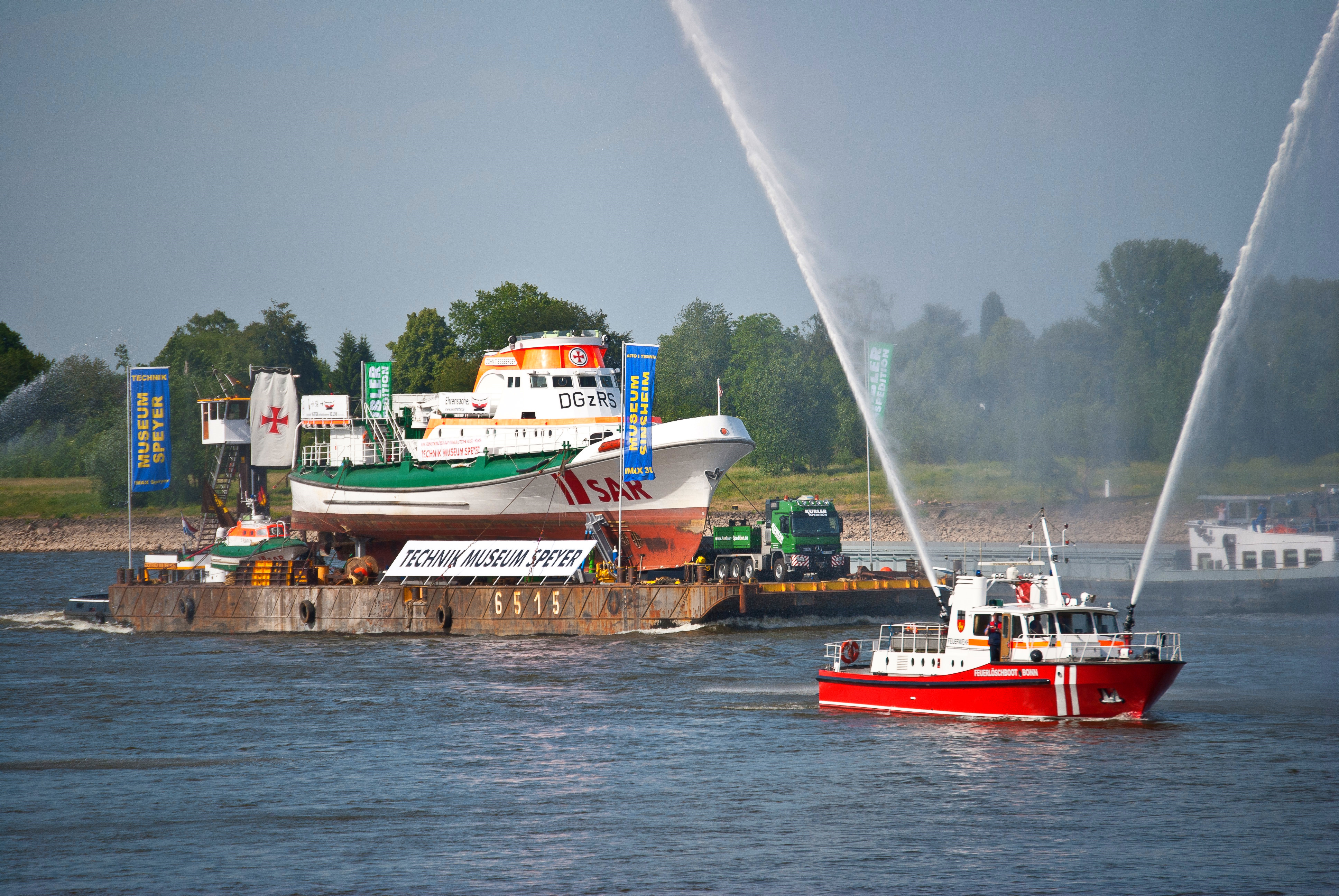
Auf dem Weg ins Technikmuseum Speyer
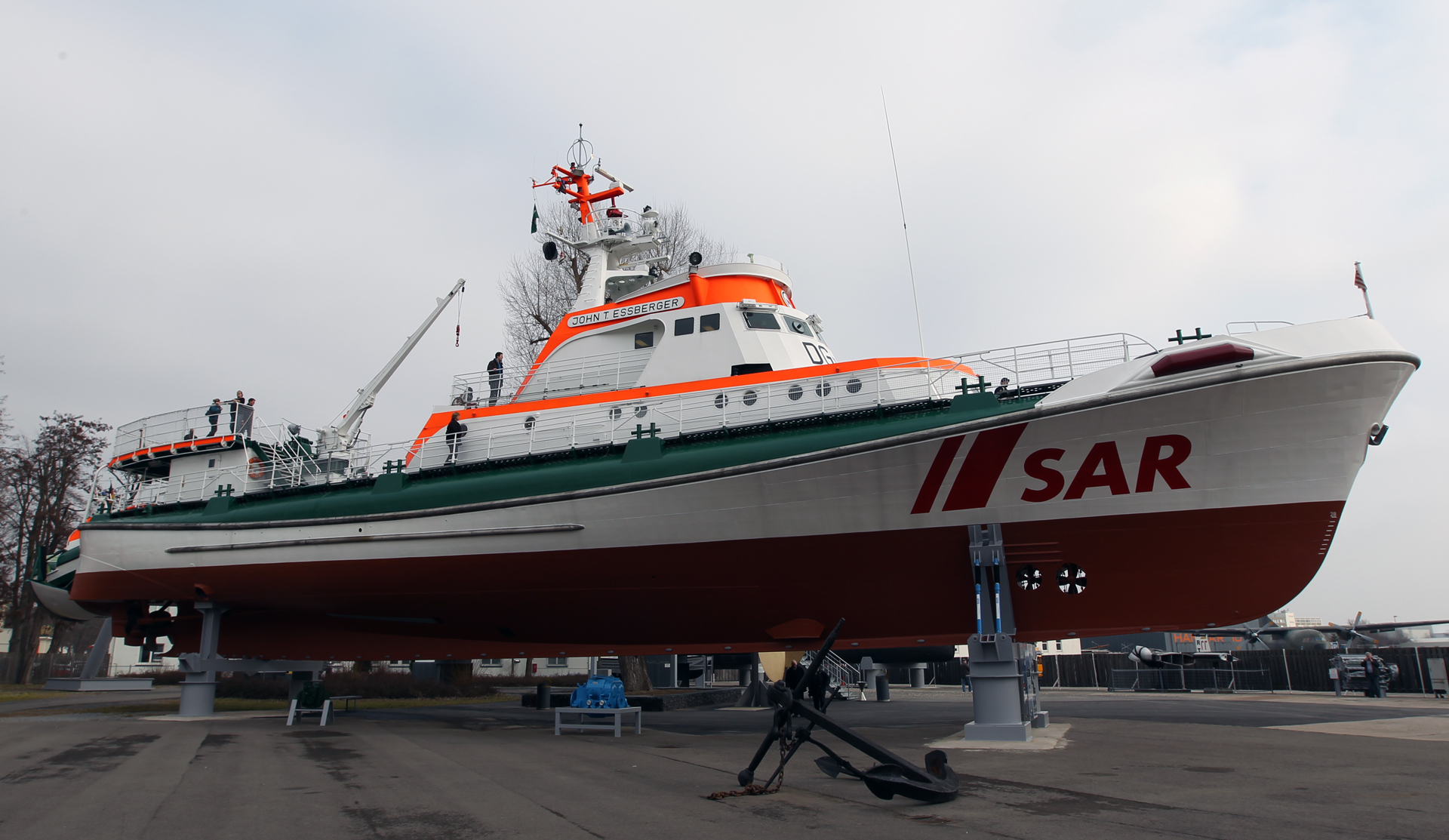
Als Exponat im Technikmuseum Speyer